# AEG Power Solutions
AEG Power Solutions B.V. ist ein Hersteller von elektrotechnischen Komponenten mit Firmensitz in Zwanenburg (Niederlande). Das Unternehmen beschäftigte 2021 rund 710 Mitarbeiter weltweit.

## Geschichte
1998 erwarben Saft Power Systems (1918 als Tochter von Alcatel gegründet) die AEG SVS Power Supply Systems; darauf kaufte 2005 der US Alcatel-Finanzinvestor Ripplewood Saft mit seiner Tochter AEG Power Supply auf und firmierte die Gruppe 2008 in AEG Power Solutions um.
Im September 2009 erwarb Germany1 Acquisition Limited, eine sogenannte Special Purpose Acquisition Company (SPAC), die AEG Power Solutions von Ripplewood.
Im Februar 2012 gab der Finanzinvestor Nordic Capital bekannt, dass er das Unternehmen über ein öffentliches Kaufangebot aufkaufen werde. Die Aktie stieg daraufhin um rund ein Drittel auf 4,30 Euro. Im April 2012 teilte das Unternehmen auf seiner Webseite mit, dass die Bundesanstalt für Finanzdienstleistungsaufsicht (BaFin) die Übernahme des Unternehmens durch eine Tochter von Nordic Capital untersagt. Daher werde die Übernahme nicht weiter verfolgt. Der Aktienkurs des Unternehmens rutschte innerhalb einer Woche auf weniger als die Hälfte des vorigen Wertes. Am 17. April 2012 wurde die Aktie beim Eröffnungskurs nur noch mit 1,97 Euro notiert.
Im Jahr 2014 trat AEG Power Solutions in den russischen Markt ein und begann mit der Lieferung von USVs.

### Börsennotierung und Insolvenz

Logo 3W Power

Nach der Übernahme durch Germany1 Acquisition Limited, deren einziger substantieller Vermögensgegenstand die 100-prozentige Beteiligung an AEG Power Solutions ist, wurde diese Beteiligungsgesellschaft von Guernsey nach Luxemburg verlegt und in 3W Power Holdings S.A. umbenannt. Sie war im Regulierten Markt in Deutschland börsennotiert. Rund 35 % der Anteile befanden sich im Streubesitz. Zu den Großaktionären gehörten u. a. Carsten Maschmeyer, Thomas Middelhoff und Roland Berger.  Das Unternehmen ging jedoch 2017 in die Insolvenz und wurde 2018 von der Börse genommen.

## Produkte
- USV (Unterbrechungsfreie Stromversorgung) (0,3 kVA – 4 MVA)
- Ladegeräte für den industriellen Einsatz und Gleichstromgeräte (120 W – 110 kW): Robuste Gleichstromlösungen für die Öl- und Gasindustrie, Versorgungsunternehmen und Transportinfrastrukturen.
- Hochstromsysteme: Gleichstromversorgung für die Oberflächenbeschichtung und Elektrolyseprozesse
- Maßgeschneiderte Stromversorgungen im Bahnverkehr: Know-how bei Design, Entwicklung und Produktion von Bordstromversorgungen
- Stromumrichter: Konverter für Batteriespeichersysteme